# القناوية البحرية
قرية القناوية البحرية هي إحدى القرى التابعة لمركز نجع حمادى في محافظة قنا في جمهورية مصر العربية. حسب إحصاءات سنة 2006، بلغ إجمالي السكان في القناوية البحرية 18379 نسمة، منهم 9576 رجل و8803 امرأة.